# مارتینس، بوئنوس آیرس
مارتینس (به اسپانیایی: Martínez) شهری در کشور آرژانتین، استان بوئنوس آیرس است که در سال ۲۰۰۹ میلادی، حدود ۶۵۸۵۹ نفر جمعیت داشته‌است.